# Economia del Burkina Faso
L'Economia del Burkina Faso è basata principalmente su agricoltura di sussistenza, nonostante il settore terziario ricopra comunque il 44,9% del PIL e il settore industriale stia crescendo a buoni livelli, tanto che il paese è nono all'interno dell'Africa continentale secondo questa misura.

## Agricoltura
L'agricoltura in Burkina Faso consiste principalmente nella coltivazione di cereali, soprattutto mais, sorgo e miglio. Gli allevamenti più diffusi sono quelli di polli e galline, seguiti, in misura minore, da caprini, ovini e bovini.

## Estrazione
La produzione di oro dal 2016 al 2021 è aumentata del 74%, raggiungendo un valore di 67 tonnellate estratte in un anno. Il valore del 2020, di 62,4 tonnellate, corrispondeva all'1,93% della produzione globale dello stesso anno.

## Disoccupazione
La disoccupazione è uno dei maggiori problemi nel paese, in quanto provoca una forte emigrazione della forza lavoro verso i paesi limitrofi. Se messo a confronti con il Mali, comparabile con il Burkina Faso su molti indicatori macroeconomici, il tasso di disoccupazione è del 5,2% nel 2021, ovvero il doppio del Mali, e, a differenza di quest'ultimo, in crescita dagli anni precedenti.

## Indicatori economici
|      | PIL (in USD)   | PIL pro capite (in USD) | Coefficiente di Gini |
| ---- | -------------- | ----------------------- | -------------------- |
| 2000 | 2.968.369.991  | 250                     |                      |
| 2001 | 3.190.371.050  | 260                     |                      |
| 2002 | 3.622.350.203  | 287                     |                      |
| 2003 | 4.740.768.355  | 363                     | 43.3                 |
| 2004 | 5.451.688.868  | 406                     |                      |
| 2005 | 6.146.352.742  | 443                     |                      |
| 2006 | 6.547.420.133  | 457                     |                      |
| 2007 | 7.625.723.123  | 517                     |                      |
| 2008 | 9.451.436.359  | 622                     |                      |
| 2009 | 9.450.697.335  | 604                     | 39.8                 |
| 2010 | 10.109.618.964 | 627                     |                      |
| 2011 | 12.080.296.644 | 728                     |                      |
| 2012 | 12.561.016.091 | 734                     |                      |
| 2013 | 13.444.301.139 | 762                     |                      |
| 2014 | 13.943.016.923 | 767                     | 35.3                 |
| 2015 | 11.832.159.275 | 632                     |                      |
| 2016 | 12.833.363.370 | 666                     |                      |
| 2017 | 14.106.956.830 | 711                     |                      |
| 2018 | 14.106.956.830 | 779                     | 47.3                 |
| 2019 | 16.178.162.030 | 772                     |                      |
| 2020 | 17.933.606.353 | 833                     |                      |
| 2021 | 19.737.615.114 | 893                     |                      |